# Hologymnosus longipes
Hologymnosus longipes là một loài cá biển thuộc chi Hologymnosus trong họ Cá bàng chài. Loài này được mô tả lần đầu tiên vào năm 1862.

## Từ nguyên
Từ định danh longipes được ghép bởi hai từ trong tiếng Latinh: longus ("dài") và pes ("chân"), hàm ý đề cập đến các tia vây bụng vươn dài ở loài cá này.

## Phạm vi phân bố và môi trường sống
H. longipes có phạm vi phân bố ở Tây Nam Thái Bình Dương. Loài này được ghi nhận tại New Caledonia và quần đảo Loyalty; Vanuatu; phía nam rạn san hô Great Barrier và rạn san hô Elizabeth–rạn san hô Middleton. H. longipes sống gần những rạn san hô trên nền đáy cát hoặc đá vụn ở độ sâu khoảng từ 5 đến 30 m.

## Mô tả
H. longipes có chiều dài cơ thể tối đa được ghi nhận là 40 cm. Chúng là loài dị hình giới tính rõ rệt và cũng là một loài lưỡng tính tiền nữ. Cơ thể thuôn dài, dẹt ở hai bên thân với các vảy nhỏ. Vây đuôi hơi bo tròn hoặc cụt.
Cá đực có màu xanh lục, nhạt dần về thân dưới, trắng ở bụng. Hai bên thân có những vạch sọc đứng màu cam, chuyển thành màu xanh lam tím ở thân dưới. Đầu có các vệt màu hồng bao quanh mắt. Mỗi bên thân có một đốm đen viền vàng (trên) và xanh lam (dưới) nằm trên chóp vây ngực. Đuôi màu xanh lam, có một khoảng màu trắng hình bán nguyệt ở rìa sau. Cá cái có màu vàng lục nhạt đến màu lam xám với hai hàng đốm màu cam dọc theo chiều dài cơ thể, hợp thành những sọc đơn về phía đầu. Đuôi có màu cam hoặc vàng.
Số gai ở vây lưng: 9; Số tia vây ở vây lưng: 12; Số gai ở vây hậu môn: 3; Số tia vây ở vây hậu môn: 12; Số tia vây ở vây ngực: 13.

## Hành vi và tập tính
Thức ăn của H. longipes có lẽ là cá nhỏ và những loài thủy sinh không xương sống như đồng loại trong chi Hologymnosus.